# بيرسي فورد
بيرسي فورد (بالإنجليزية: Percy Ford)‏ (5 يوليو 1877 في المملكة المتحدة - 2 ديسمبر 1920 بغلوستر في المملكة المتحدة) هو لاعب كريكت بريطاني (وحمل سابقاً جنسية المملكة المتحدة لبريطانيا العظمى وأيرلندا). لعب مع نادي مقاطعة غلوستر للكريكت ‏.

## وصلات خارجية
- بيرسي فورد على موقع إي آس بي آن كريك إنفو (الإنجليزية)